# Percy Avock
Percy Avock (ur. 10 czerwca 1968) – trener piłkarski z Vanuatu.

## Kariera trenerska
1 maja 2012 Avock został selekcjonerem reprezentacji Vanuatu. W tym samym roku wystąpił z Tahiti w Pucharze Narodów Oceanii. Vanuatu po porażkach z Nową Kaledonią i Tahiti oraz zwycięstwie z Samoa zakończyło swój start na fazie grupowej. Wcześniej na przełomie 2011 i 2012 roku pracował w klubie z Nowej Kaledonii - AS Mont-Dore.